# Jocurile Intercalate din 1906
Jocurile Intercalate a fost o competiție multi-sportivă internațională care s-a desfășurat în Atena (Grecia) în anul 1906 cu scopul de a aniversa zece ani de la Jocurile Olimpice de vară din 1896. Ele au fost organizate ca „cea de-a doua ediție a Jocurilor Olimpice Internaționale de la Atena”, fiind considerate drept Jocuri Olimpice de sine stătătoare atât de țara-gazdă, cât și de Comitetul Olimpic Internațional și de Pierre de Coubertin. Totuși, acesta s-a străduit apoi să le discrediteze, deși în anul 1906 CIO le-a calificat oficial drept Jocuri Intercalate.

## Țări participante
854 de sportivi (848 de bărbați și 6 femei) din 20 de țări au participat.
- Australia (4)
- Austria (31)
- Belgia (16)
- Boemia (13)
- Canada (3)
- Danemarca (53)
- Egipt (2)
- Finlanda (4)[1]
- Franța (56)
- Germania (49)
- Marea Britanie (47)
- Grecia (321)
- Ungaria (35)
- Italia (76)
- Țările de Jos (16)
- Norvegia (32)
- Turcia (2)[2]
- Suedia (39)
- Elveția (9)
- Statele Unite (38)

## Sporturi
Programul a inclus 12 sporturi, cuprinzând 14 discipline și 78 de probe sportive.
- Sporturi acvatice:
  -  Natație
  -  Sărituri în apă
- Ciclism:
  -  Pe pistă
  -  Pe șosea
- Atletism
- Canotaj
- Fotbal
- Gimnastică
- Haltere
- Lupta cu odgonul
- Lupte
- Scrimă
- Tenis de câmp
- Tir

## Clasamentul pe medalii
Legendă
      Țara gazdă
| Loc   | Țară                       | Aur | Argint | Bronz | Total |
| ----- | -------------------------- | --- | ------ | ----- | ----- |
| 1     | Franța                     | 15  | 9      | 16    | 40    |
| 2     | Statele Unite ale Americii | 12  | 6      | 6     | 24    |
| 3     | Grecia                     | 8   | 13     | 13    | 34    |
| 4     | Marea Britanie             | 8   | 11     | 5     | 24    |
| 5     | Italia                     | 7   | 6      | 3     | 16    |
| 6     | Elveția                    | 5   | 6      | 4     | 15    |
| 7     | Germania                   | 4   | 6      | 5     | 15    |
| 8     | Norvegia                   | 4   | 2      | 1     | 7     |
| 9     | Austria                    | 3   | 3      | 3     | 9     |
| 10    | Danemarca                  | 3   | 2      | 1     | 6     |
| 11    | Suedia                     | 2   | 5      | 7     | 14    |
| 12    | Ungaria                    | 2   | 5      | 3     | 10    |
| 13    | Belgia                     | 2   | 1      | 3     | 6     |
| 14    | Finlanda                   | 2   | 1      | 1     | 4     |
| 15    | Canada                     | 1   | 1      | 0     | 2     |
| 16    | Țările de Jos              | 0   | 1      | 2     | 3     |
| 17    | Echipa mixtă               | 0   | 1      | 0     | 1     |
| 17    | Turcia                     | 0   | 1      | 0     | 1     |
| 19    | Australia                  | 0   | 0      | 3     | 3     |
| 20    | Boemia                     | 0   | 0      | 2     | 2     |
|       |                            |     |        |       |       |
| Total | Total                      | 78  | 80     | 78    | 236   |